# 톱카프 궁전

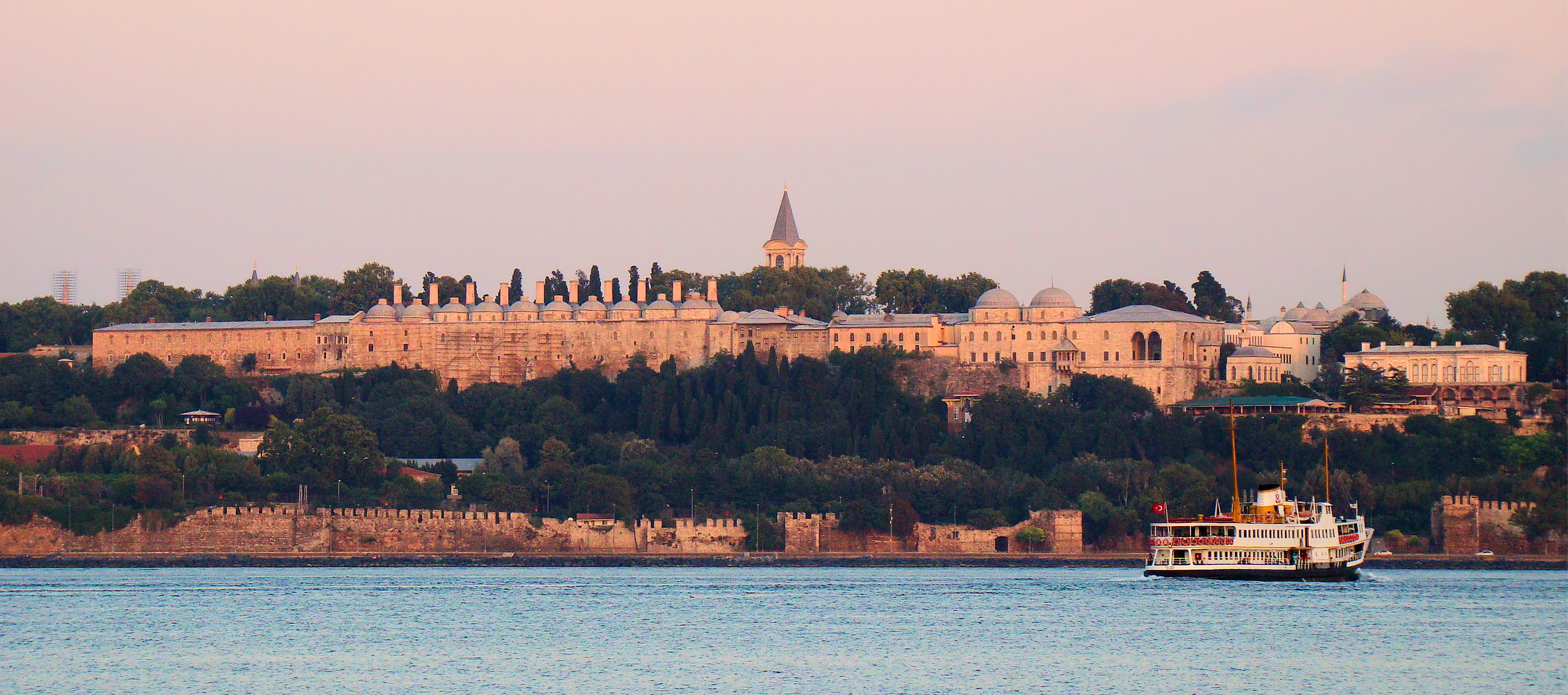
보스포루스 해협 쪽에서 바라본 톱카프 궁

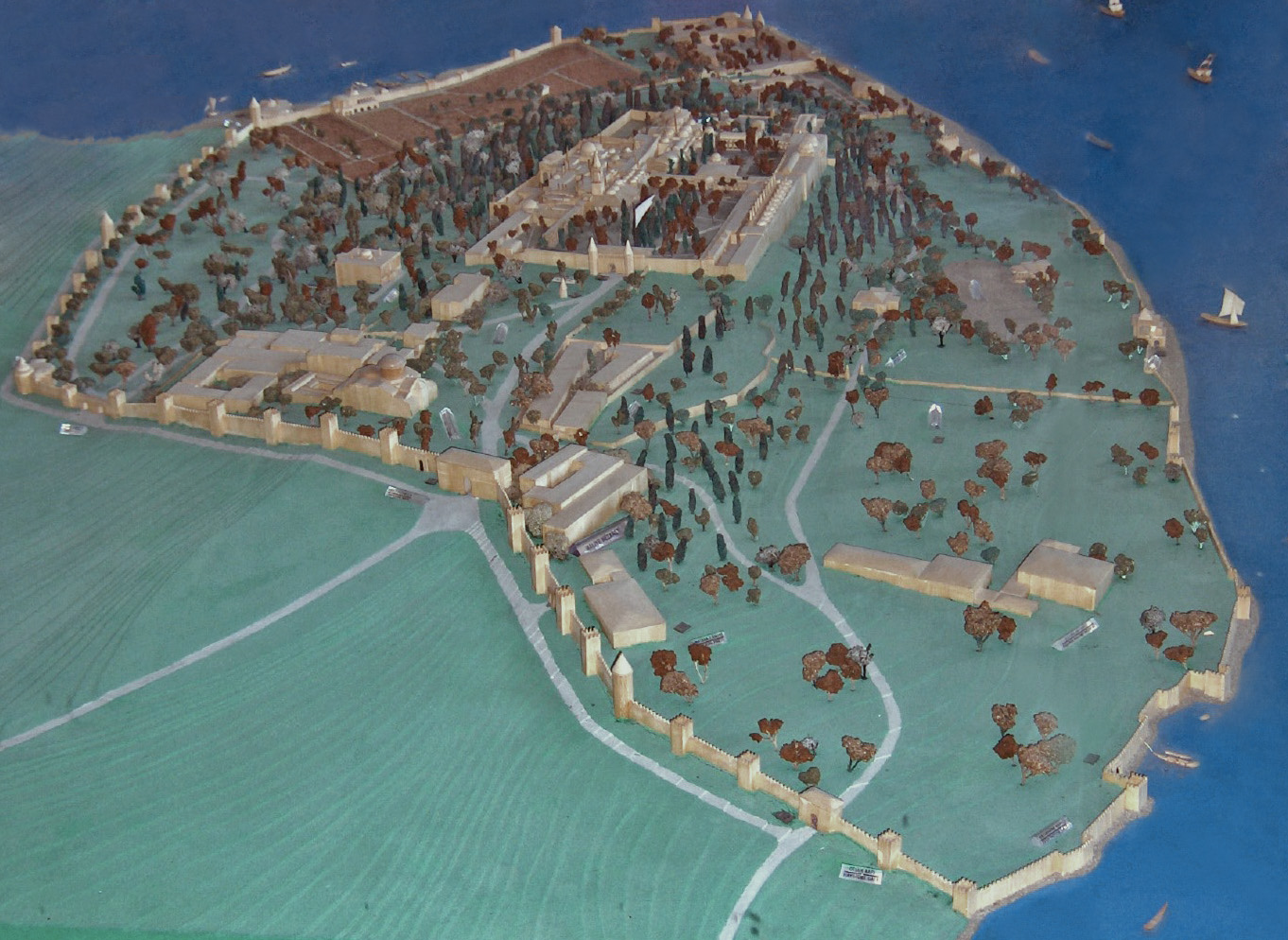
톱카프 궁의 모형

톱카프 궁전(오스만 튀르크어: طوپقپو سرايى, 튀르키예어: Topkapı Sarayı)은 15세기 중순부터 19세기 중순까지 약 400년 동안 오스만 제국의 군주가 거주한 튀르키예 이스탄불의 궁전이다. 이스탄불 구시가지가 있는 반도, 보스포루스 해협과 마르마라해, 금각만이 합류하는 지점이 내려다보이는 언덕 위에 세워져 있다. 현재는 박물관으로 이용 중이다. 총 면적은 70만 평(231만 제곱미터)이며, 벽 길이만도 5km나 된다. 톱카프 궁전은 유럽의 다른 궁전과는 달리 화려하지 않은 것이 특색이다. 그러나 건축학적인 면에서 관심을 두고 볼 것이 많고, 특히 자기, 무기, 직물, 보석 등 볼거리가 많은 곳이다.
이곳의 전체 규모는 원래 크기보다 상당히 축소된 상태이다. 본래의 규모는 오늘날의 시르케지 철도역과 귈하네 공원을 포함하면서 마르마라 해 방향의 아래쪽까지 분포했다. 비록 구조적으로는 메흐메트 2세 때의 기본 설계를 간직하고 있지만, 불규칙적으로 넓게 퍼져 있는 건축물의 집합한 형태라서 특별한 건축적 특징을 보여주고 있지 못하다. 새롭게 술탄이 될 때마다 모두 필요에 의해서 궁전에 공을 들였고, 대화재 사건이 네 번이나 일어나면서 당시에는 존재했을지도 모르는 건축적인 조화를 거의 보존하지 못했다. 톱카프 궁전 단지는 비룬(외정)과 엔데룬(내정) 그리고 하렘 세 곳으로 나뉘어 있다. 제각각 안마당이 여러 개 마련되어 있는데, 이 안마당을 연결하여 많은 문을 만들어 복잡하게 조성된 미로가 갖춰져 있다.

## 역사
오스만 제국이 콘스탄티노폴리스를 점령한 1453년 이후에 최초로 지은 궁전이 있던 곳은 현재의 바예지드 지역이다. 당시 군주 메흐메트 2세는 콘스탄티노폴리스를 점령한 후 현재의 이스탄불 대학교가 있는 자리를 황궁 터로 정하고 궁전을 지었다. 궁전은 세 번째 언덕에 세워졌다. 이 지역에 지은 궁전은 이후에 지은 톱카프 궁전과 구별하고자 구 궁전(舊宮殿)이라는 뜻으로 ‘에스키 사라이(Eski Sarayı)’라고 불렀는데, 지금은 흔적도 남아 있지 않다. 술탄이 사용하지 않은 구궁전은 빛이 바랜 하렘의 여인들이 여생을 마치는 곳으로 사용되었다.
구 궁전을 세우고 몇 년이 지난 후, 동로마 제국의 성곽이 있었던 첫 번째 언덕 북쪽 끝에 새로운 궁전을 지었다. 이 궁전이 바로 톱카프 궁전이다. 톱카프 궁전이 자리한 지역에는 동로마 제국이 세운 건축물이 있었으나, 톱카프 궁전이 들어서면서 모두 사라지게 되었다. 톱카프 궁전은 신 궁전(新宮殿)이라는 뜻으로 처음에는 ‘예니 사라이(Yeni Sarayı)’라고 불렸으나, 궁전 입구 양쪽에 대포가 배치된 데 연유하여 톱카프 궁전으로 불리게 되었다. ‘톱’은 대포라는 뜻이고 ‘카프’는 문이라는 뜻이다. 톱카프 궁전은 19세기 마흐무트 2세 때까지 약 380여 년간 오스만 제국 군주의 정궁이었다. 1475~1478년에 지어진 톱카프 궁전은 1850년대까지 계속 증축되기도 하고 보수되기도 하였다.

## 구조

### 1중정

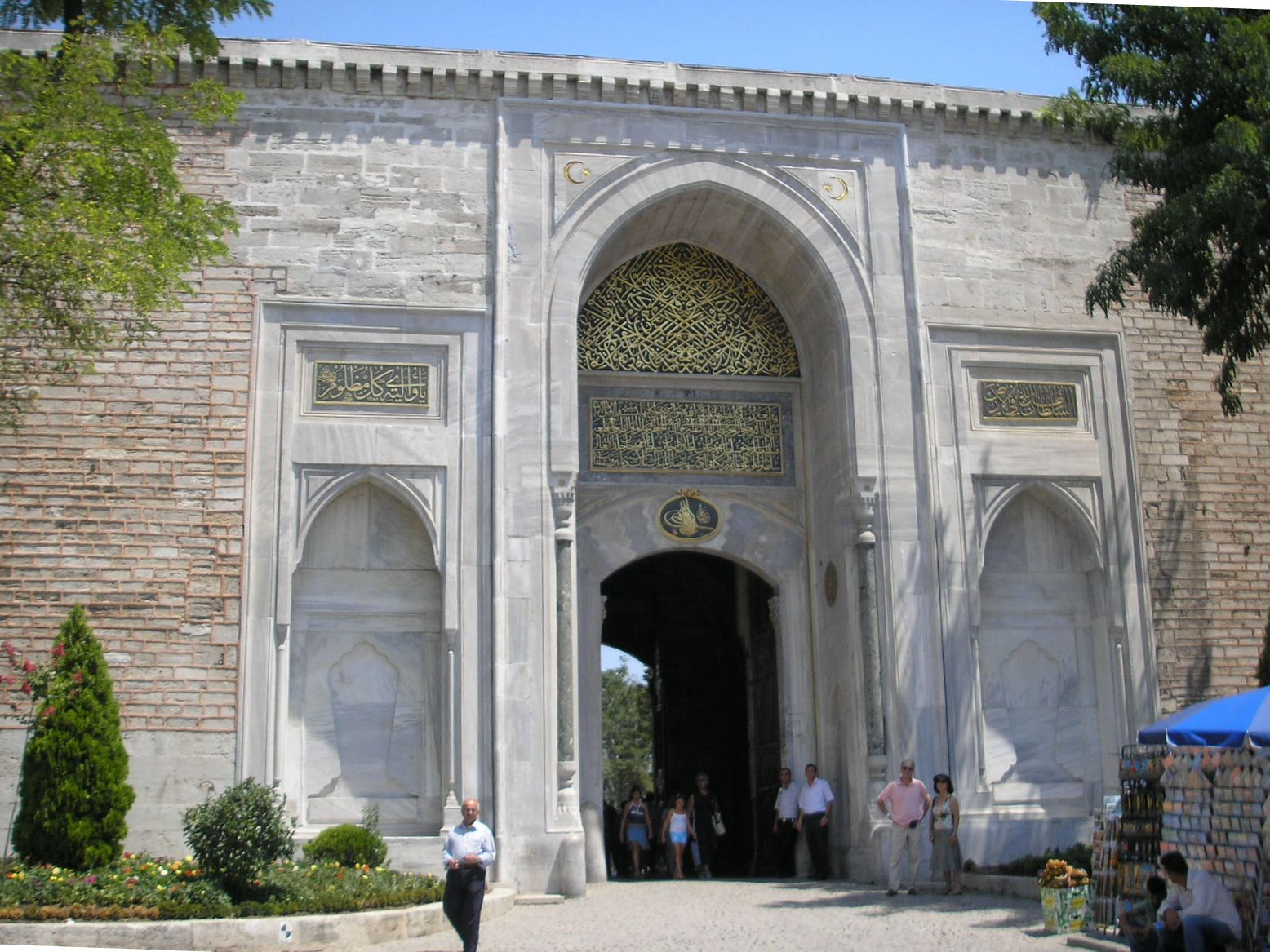
궁전의 정문 ‘황제의 문’

톱카프 궁전은 세 개의 문과 그에 딸린 네 개의 넓은 중정(中庭)을 가지고 있다. 궁전 안으로 들어가는 첫 번째 문은 ‘바브 휘마윤(아랍어: Bâb-ı Hümâyûn)’이라 불리는 황제의 문 또는 술탄의 문(Saltanat Kapısı)이다. 문의 바깥쪽에 새겨진 글은 메흐메트 2세가 이 궁전의 건축을 1478년에 완공했다고 기록하고 있다. 황제의 문은 메흐메트 2세 이후의 군주들이 손을 많이 대는 바람에 원래의 모양으로부터 많이 변형되었다. 황제의 문을 들어서면 첫 번째 마당인 제1중정(I. Avlu or Alay Meydanı)이 있는데, 이곳에는 오스만 군주와 궁전을 수비하는 예니체리라고 불리는 근위대가 위치하여 별칭 예니체리 마당이라고도 한다. 일반 백성은 이곳까지만 자유롭게 다닐 수 있었다. 이 때문에 조정의 관리나 조정에서 일하는 시종들은 일반 백성들이 드나드는 제1중정을 궁전 마당으로 여기지 않았다. 제1중정에는 진료원, 장작 저장소, 제빵소 등이 있었으나, 현재는 동로마 제국 때 지은 하기아 이레네 성당과 화폐 제작소 말고는 남아 있는 것이 하나도 없다.

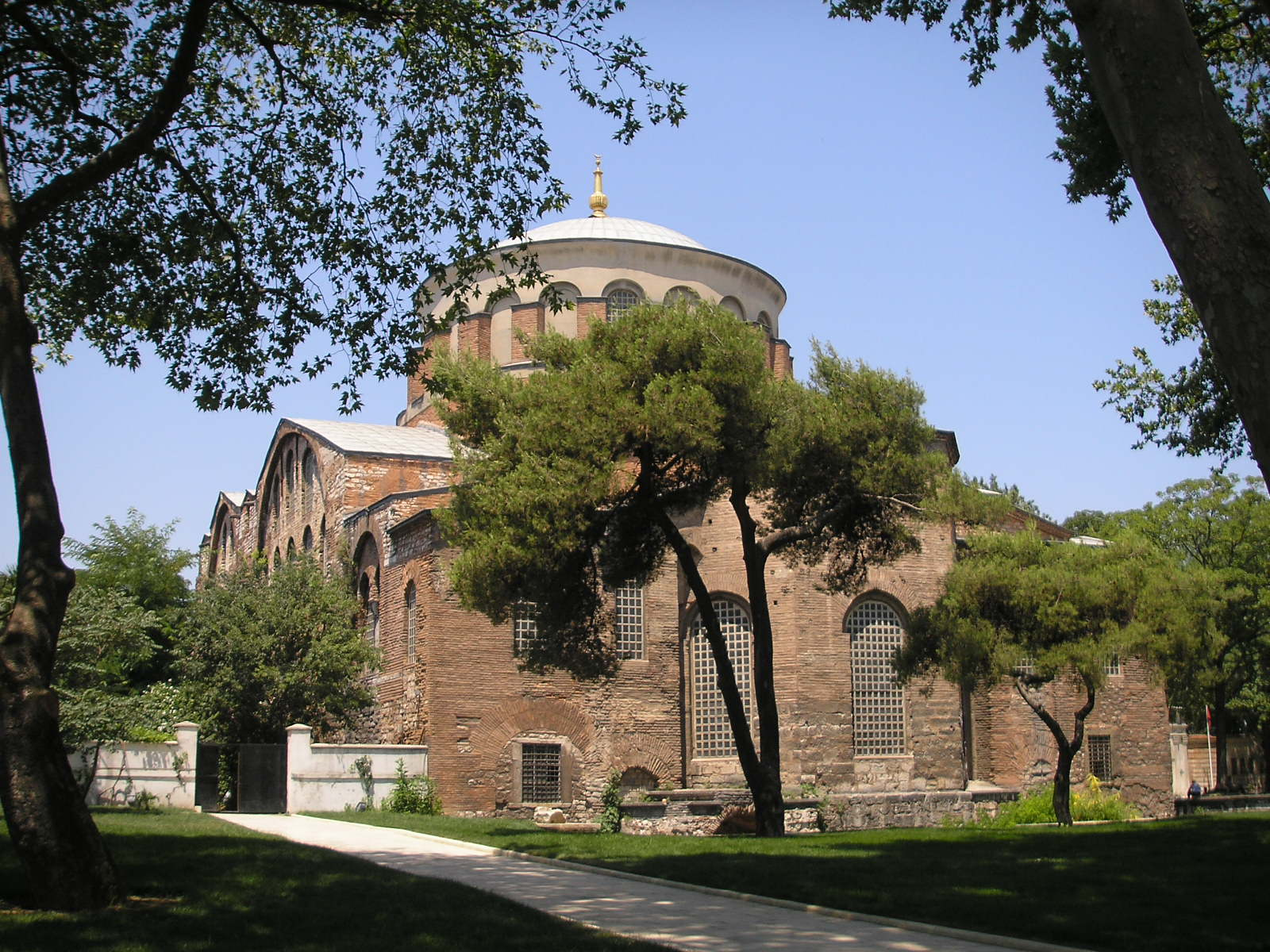
하기아 이레네 성당

하기아 이레네 성당은 6세기경 동로마 제국의 유스티니아누스 1세 때 건립되었다. 건축 재료와 구조 면에서 볼 때 전형적인 비잔틴 건축물이다. 오스만 제국이 동로마 제국을 정복한 후에도 모스크로 사용되지 않았기 때문에 건축물의 원래 형태가 그대로 남아 있다. 오스만 제국은 하기아 이레네 성당을 전리품과 무기 저장소로 사용하였다. 그러다가 1846년에 오스만 제국 최초의 박물관으로 사용되었다. 황제의 문은 대형 버스 한 대가 겨우 지나갈 만큼의 폭이며, 황제의 문에 연결된 중정 안쪽에는 톱카프 궁전 관람을 위한 매표소가 있다.

### 2중정

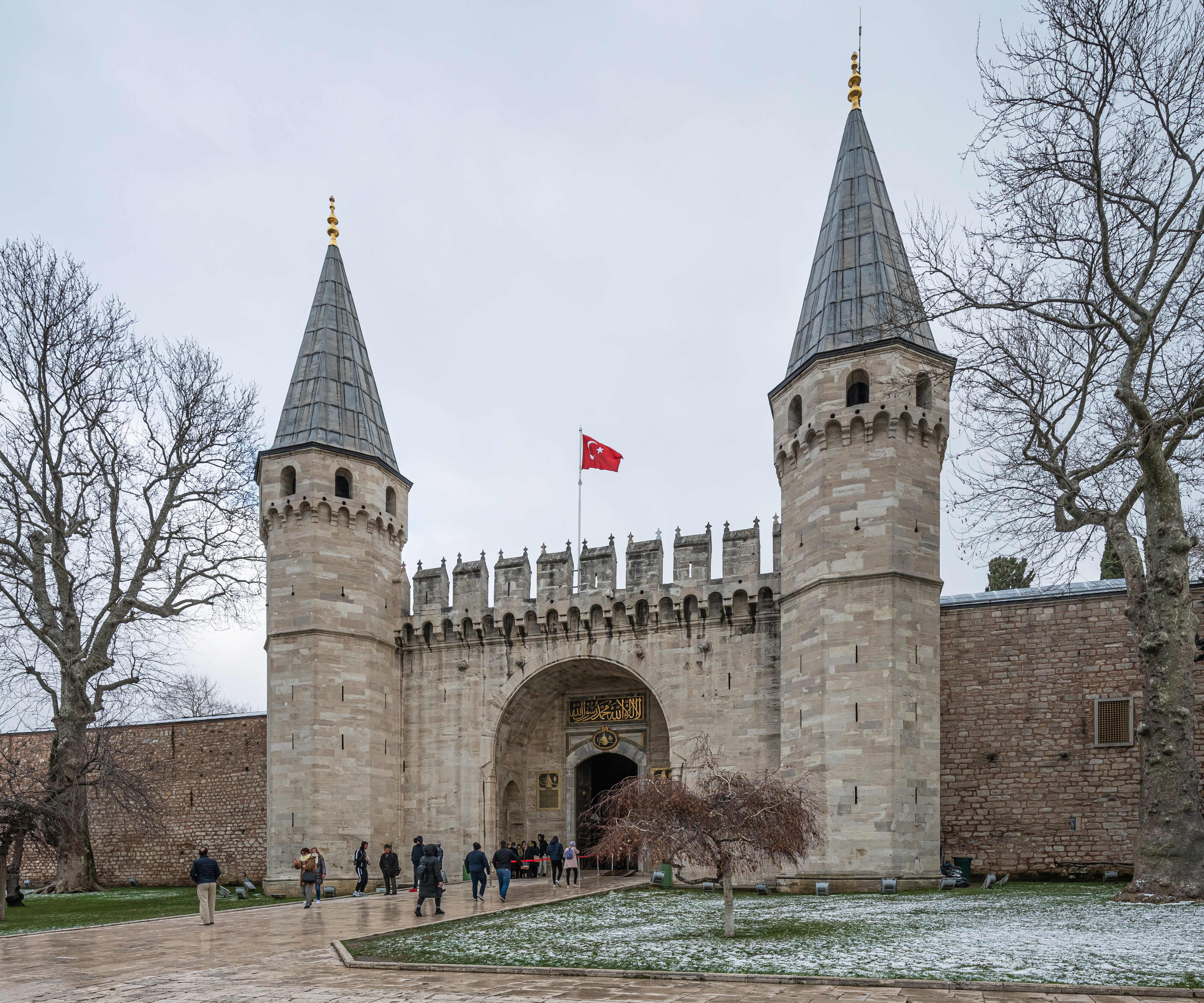
경의의 문

제1중정을 지나면 ‘바뷔스 쎌람(Bâb-üs Selâm)’ 또는 디완 광장(Divan Meydanı)이라 불리는 두 번째 문인 경의의 문이 있다. 첫 번째 문과 중정은 일반 백성도 드나들 수 있는 곳이지만, 경의의 문부터는 일반 백성의 출입이 금지되었다. 경의의 문 양쪽에는 방추형의 석탑이 세워져 있다. 이 문의 오른쪽 벽에는 사형 집행자의 손과 칼을 씻었다는 우물이 있었다. 그리고 문 옆에는 참수된 사람의 머리를 놓아둔 두 개의 대리석이 있었다고 한다. 경의의 문 뒤에 있는 넓은 마당은 제2중정(II. Avlu)으로 이곳에는 대신들이 국사를 논의하던 디완 건물과 거대한 황실 주방인 부엌 궁전(Saray Mutfakları)이 자리하고 있다.
디완 건물은 중정의 왼쪽에, 주방 건물은 오른쪽에 위치한다. 디완은 오늘날의 내각(內閣)을 말하는 것으로, 조정의 주요 업무가 이곳에서 논의되고 결정되었다. 디완 건물을 ‘쿱베알트’라고 부른다. 콥베는 ‘돔’이라는 뜻이고, 알트는 ‘아래’라는 뜻이다. 내각회의는 톱카프 궁전 초기에는 매일 열렸으나, 점차 시간이 흐르면서 줄어들다가 18세기 초에 이르러서는 일주일에 하루만 열리게 되었다. 디완 회의 초기에는 군주가 직접 회의에 참여하였으나, 얼마 안 있다가 디완 회의는 총리대신이 주재하게 되었다.

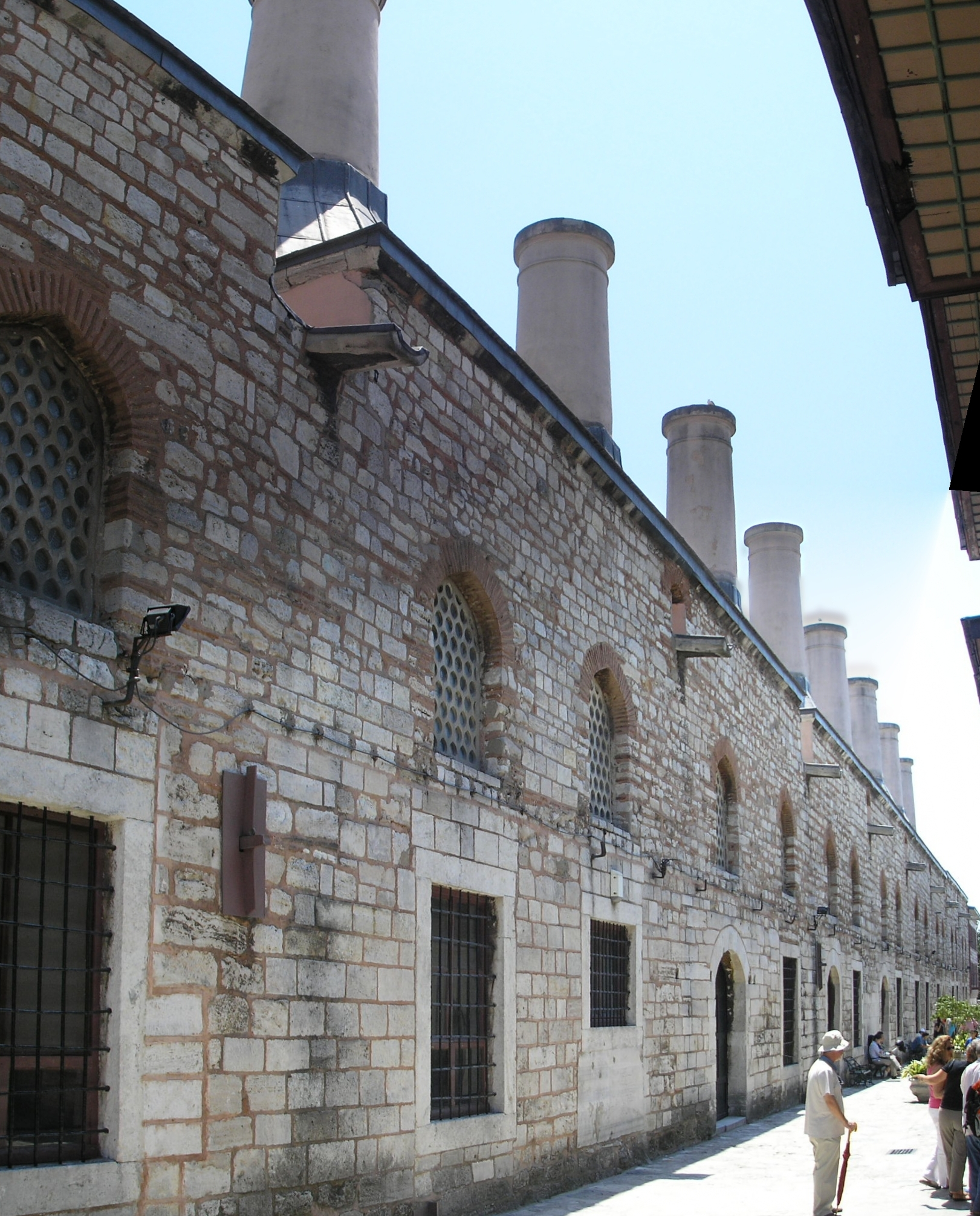
부엌 궁전

마당 오른쪽에 있는 부엌 궁전은 군주를 비롯해 궁전 안에 있는 사람들의 직분에 따라 열 개의 별도 주방을 갖고 있었다. 하루에 두 번 궁중음식이 준비되었고, 해가 긴 여름철에는 해지고 두 시간 후쯤 군주와 하렘의 황실 가족들에게 음식이 제공되었다. 주방에서 만들어진 음식은 200여 명의 사람이 줄을 서서 접시를 손에서 손으로 전달하는 방식으로 식탁에 올려졌다. 궁전의 주방에서는 주로 양고기를 포함한 육류가 준비되었는데, 하루에 양 200마리가 소비되었다고 한다. 생선은 원하면 요리할 수도 있었으나, 거의 먹지 않았다.

### 3중정

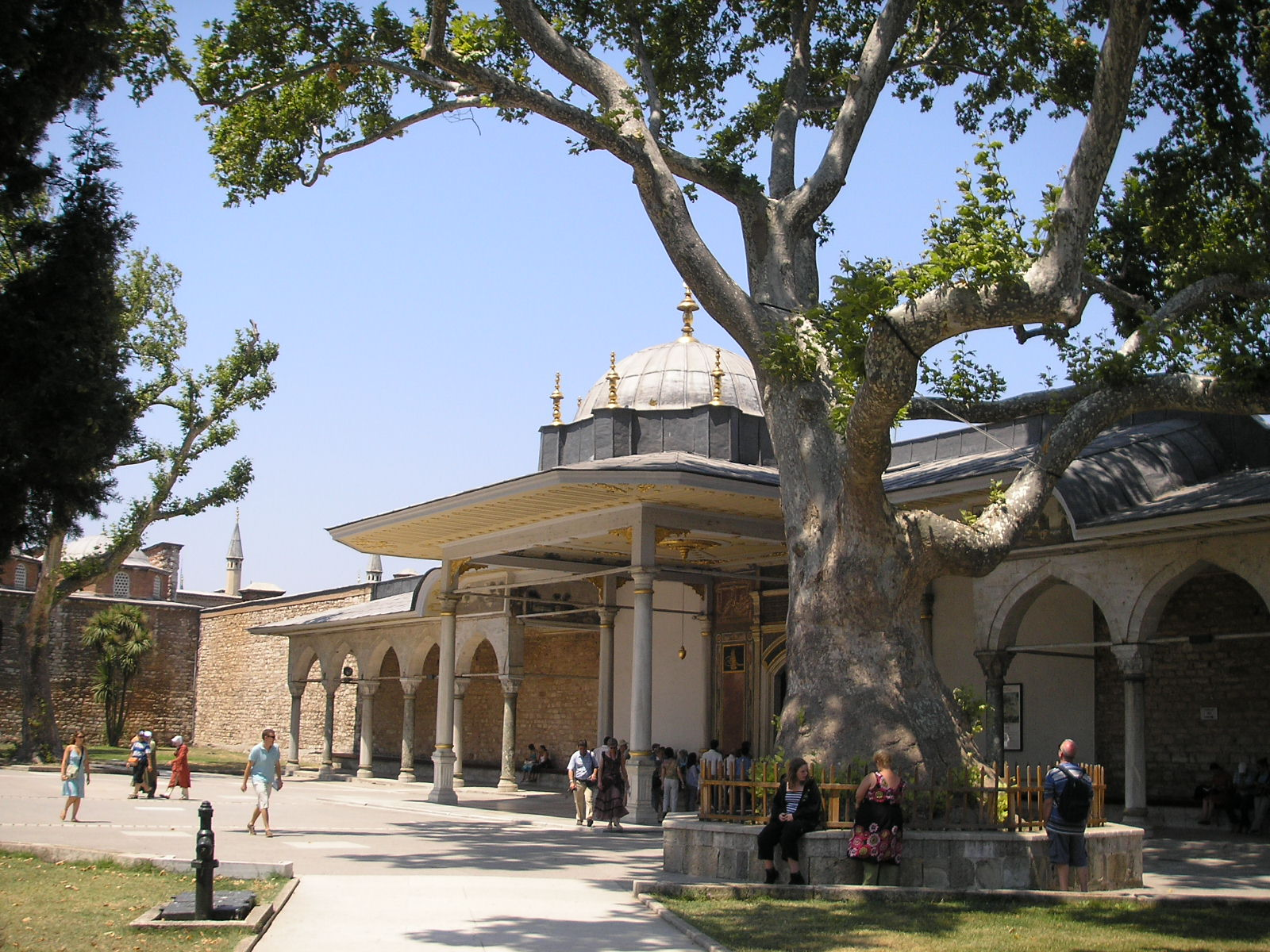
지복의 문

‘바쉬스 싸데(Bâbüssaâde 또는 Bab-üs Saadet)’라 불리는 세 번째 지복의 문은 군주와 군주의 측근만이 통과할 수 있는 문으로, 이 문 뒤에 있는 제3중정(III. Avlu)에서는 군주의 즉위식이 성대하게 열렸다.
또한, 이곳에는 오스만 제국 시대의 각종 보석과 보물을 전시한 보석관이 있다. 수없이 많은 다이아몬드와 에메랄드가 박힌 선물들이 즐비하다. 성물관(聖物館)에는 1517년 셀림 1세가 이집트를 정복하고 가져왔다는 무함마드의 수염과 이빨, 그가 들었던 군기, 그의 발자국 주조물 등이 전시되어 있다. 이집트를 정복한 술탄 셀림 1세는 1516년 8월 칼리파직을 이양받음으로써 이스탄불이 이슬람 세계의 중심지가 되었다. 칼리파란 이슬람 세계의 최고 통치자의 칭호인데, 이전에는 바그다드와 카이로가 이슬람 세계를 통치하는 주요 도시였다. 최근에는 이슬람 과학과 기술을 설명한 이슬람 과학관이 개설되었다.
도자기관에는 특히 14~19세기 중국과 일본산 자기들이 많이 전시되어 있다. 톱카프 궁전은 중국산 자기 1만 2,000점과 일본산 자기 800여 점을 소장하고 있다. 중국산 자기는 원, 명, 청 시대의 것으로 청자기와 백자기가 주를 이룬다. 중국산 도자기는 9~10세기경 중동 지역에 수출되기 시작하였는데, 오스만 조정에서는 중국산 자기를 대량 수입하여 즐겨 사용하였다. 일본 자기는 17세기 후반부터 18세기 초반에 들여온 것으로 큐슈 지방의 아리타에서 생산된 것인데, 선적한 곳의 이름을 따 붙인 이마리 도자기가 대부분이다. 일본산 자기 중에는 오스만 군주가 특별 주문하여 제작된 것도 있다.

### 하렘
제3중정에는 남성출입금지 구역으로 알려진 하렘이 있는데, 하렘 건물에는 약 250개에 이르는 방이 있다. 오스만 제국 전성기에는 쉴레이만 1세 시대에는 하렘에 사는 사람들의 수가 1,000명에 이르렀고, 군주가 마음에 드는 여인이 있는 곳으로 가는 비밀 통로도 만들어졌다. 지복의 문 바로 뒤쪽에는 외국 사절을 접견하는 알현실이 있다.

### 4중정

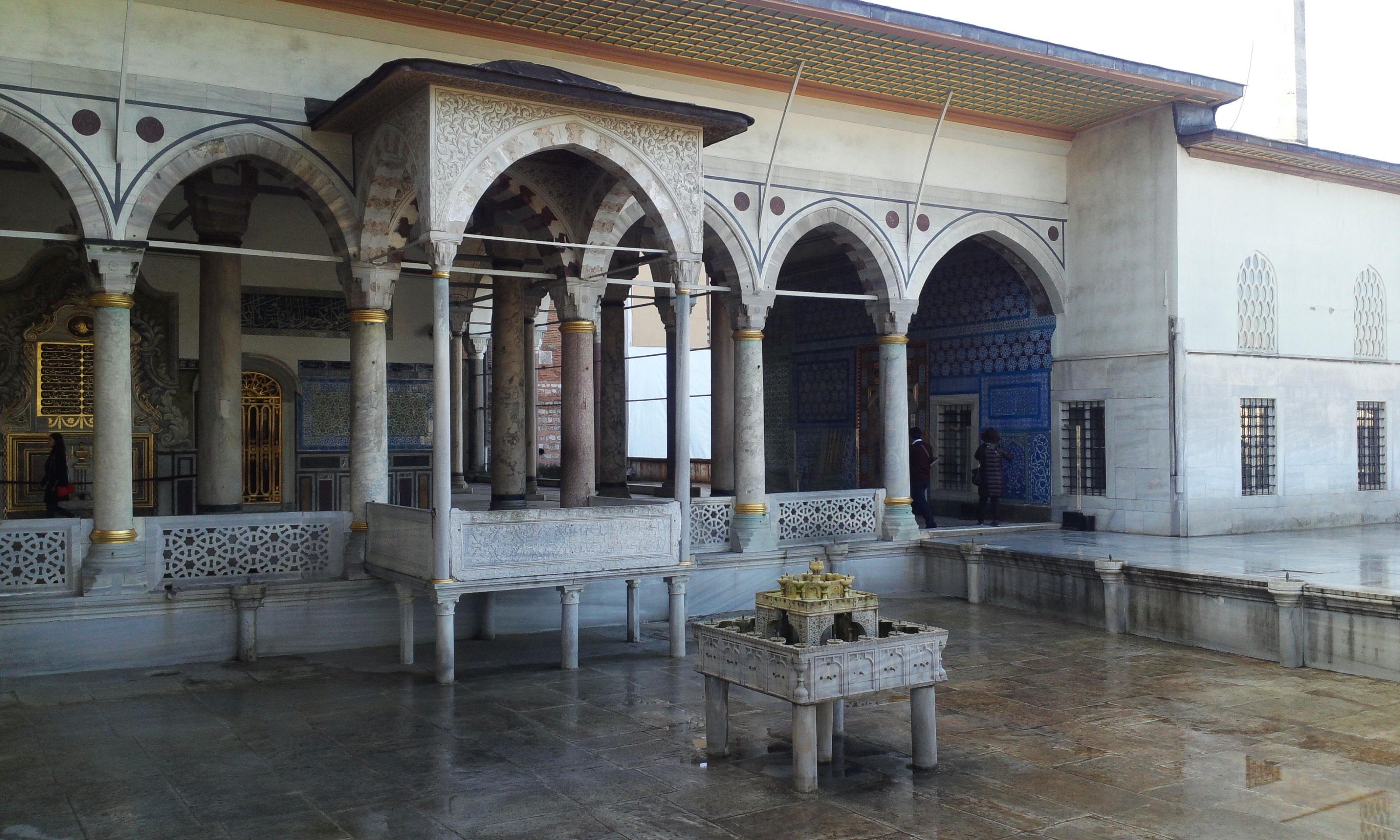
2015년 1월 4중정의 분수대

제4중정에는 오스만 조정 근위대의 지휘관과 관리를 양성하기 위한 궁전 학교가 있었다. ‘엔데룬’이라 불리는 궁정 학교는 톱카프 궁전 안에 설립된 관리 양성 교육 기관이었다. 궁전 학교에서 교육을 받는 사람들은 주로 데브쉬르메 제도에 따라 기독교에서 이슬람교로 개종한 그리스도인 가정 출신의 젊은이들이었으나 오스만 고위 관리의 자제들도 입학하였다. 그들은 튀르키예어, 아랍어, 페르시아어는 물론 쿠란, 역사, 수학, 음악 등을 배웠다. 엄격한 체력 단련을 통해 기마술과 무기 다루기에 능했으며, 궁중 내 예의범절도 익혔다. 궁전학교를 졸업하면 무사이면서 학자와 신사의 면모를 겸비하게 되었고, 건전한 무슬림인 동시에 나라에 충성하는 헌신적인 신하가 되었다. 궁정학교 출신들은 주로 오스만 조정의 행정관리로 배치되었고, 그들은 능력과 공적에 따라 고위직으로 승진하였다.

#### 바그다드 쾨쉬퀴

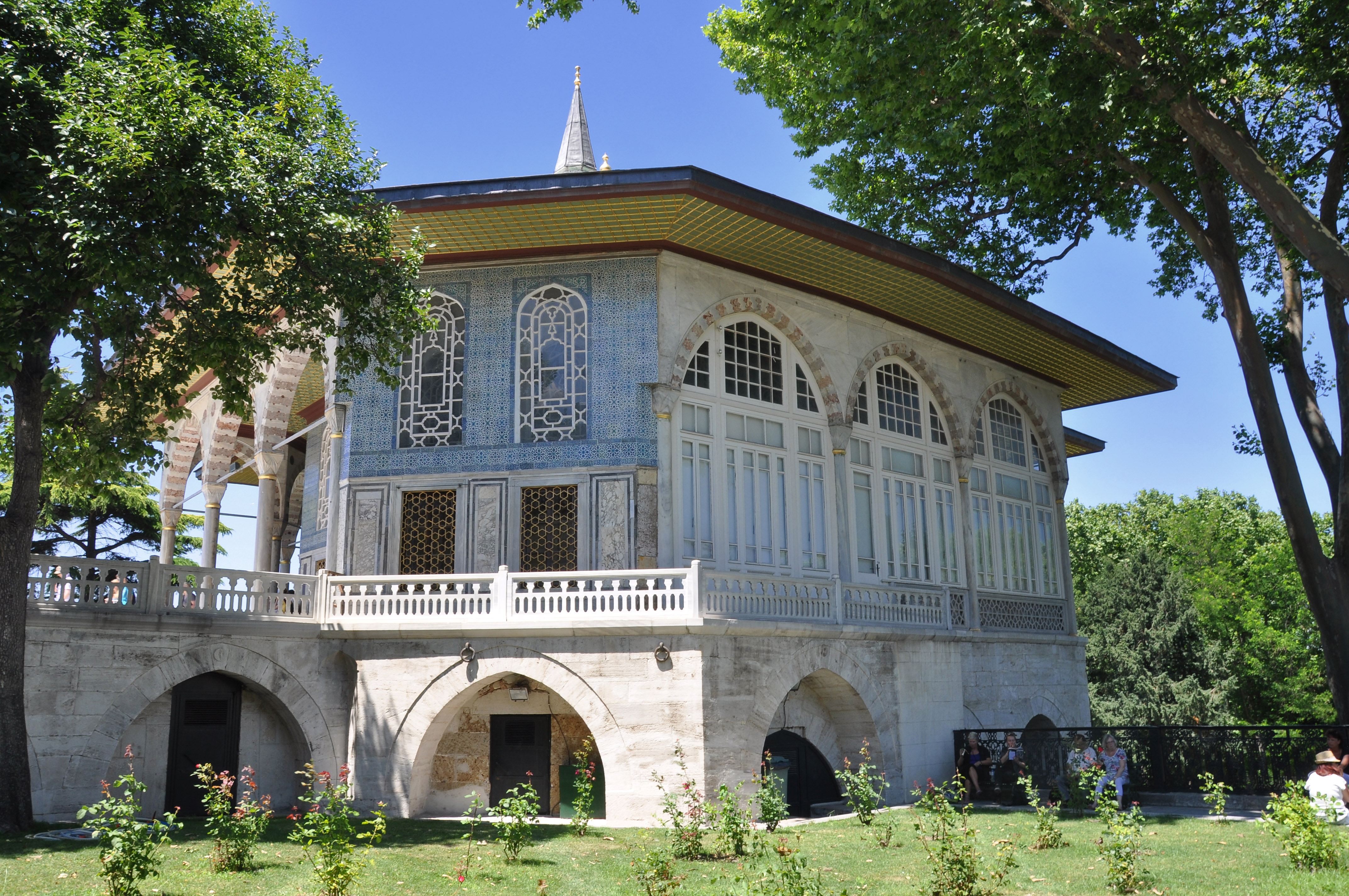
바그다드 쾨쉬퀴

바그다드 쾨쉬퀴(Bağdad Köşkü)는 테라스 중앙에 위치한 분수 오른쪽에 위치해있다. 이 누각은 1638년 무라트4세가 사파비 제국으로부터 바그다드를 되찾은 것을 기념하기 위해 세워졌다.
이 정자는 예레반 쾨쉬퀴와 매우 유사하다. 베란다의 세개의 문은 소파와 소파 사이에 있다. 외벽은 대리석, 반암, 휘록암으로 덮여있다. 포르티코 대리석 판넬은 케이렌 맘루크 양식이다.

## 같이 보기
- 돌마바흐체 궁전
- 오스만 건축